# Chungnyeo
Chungnyeo (충녀), comercialitzada internacionalment com The Insect Woman, és una pel·lícula de Corea del Sud de 1972 dirigida per Kim Ki-young. Va formar part de la selecció oficial en la V Setmana Internacional de Cinema Fantàstic i de Terror, tot i que no va guanyar cap premi.

## Trama
Un melodrama sobre un professor sota atenció psiquiàtrica a causa d'una crisi mental a causa de l'estrès provocat per una relació extramatrimonial.

## Repartiment
- Youn Yuh-jung com a Lee Myung Ja[2]
- Jeon Gye-hyeon
- Namkoong Won com a Dong Shik
- Kim Ju-mi
- Park In-chan
- Lee Dae-keun
- Kim Ho-jeong
- Sin Jong-seop
- Hwang Baek
- Park Am

## Estrena
El febrer de 2012, Taewon Entertainment, en col·laboració amb el Korean Film Archive, havia llançat la pel·lícula en DVD.

## Premis
- Baeksang Arts Awards (1973)[4]
  - Mikllor director (Kim Ki-young)
  - Millor actor (Namkoong Won)